# Żydowski Dom Starców i Sierot w Lublinie

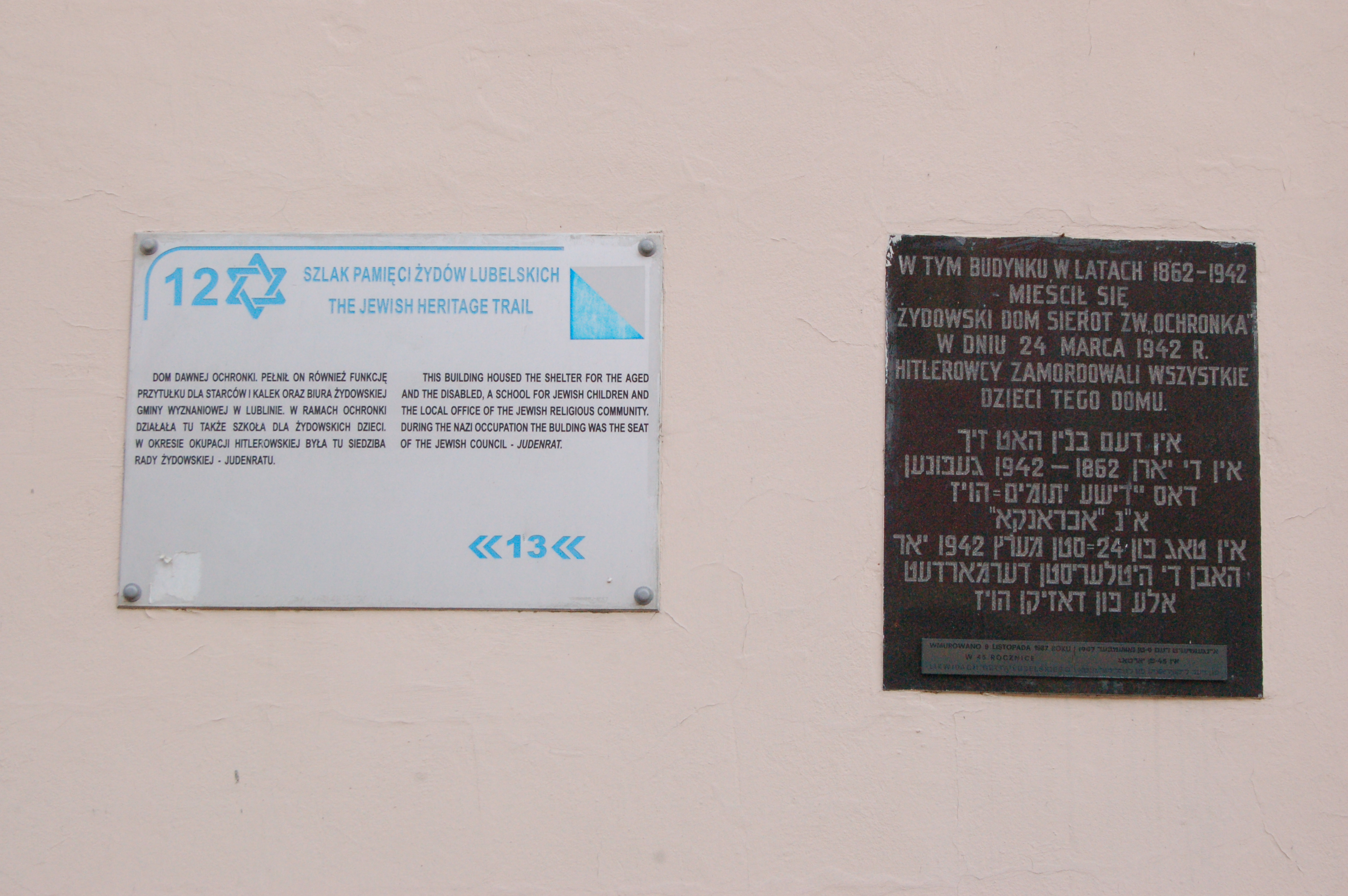
Tablica pamiątkowa od strony ul. Grodzkiej

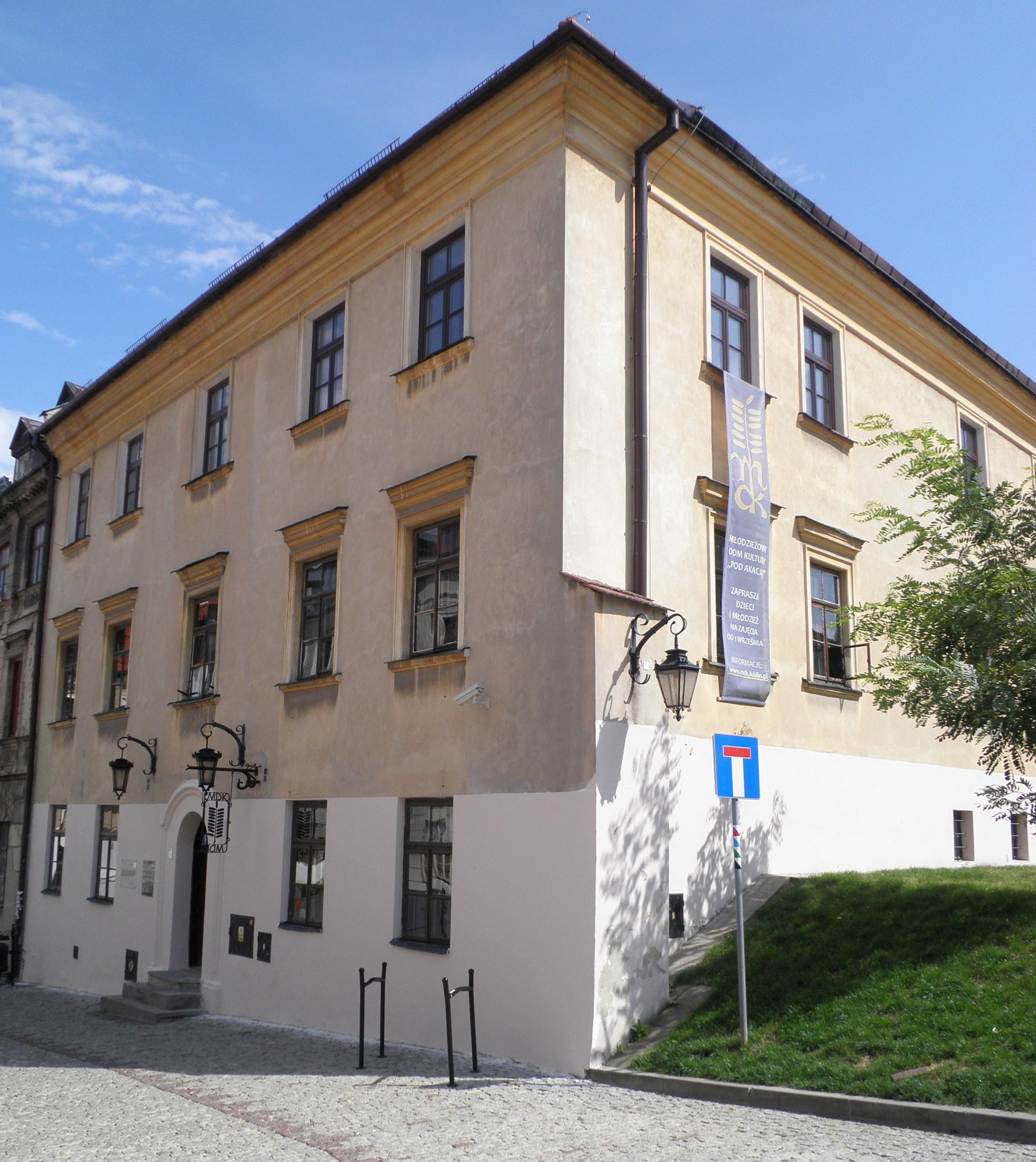
Front budynku

Żydowski Dom Starców i Sierot w Lublinie tzw. „Ochronka” – nazwa budynku byłej plebanii kościoła farnego na Starym Mieście w Lublinie przy ulicy Grodzkiej 11. Po zlikwidowaniu parafii mieściła się tam instytucja lubelskich Żydów, następnie komunalny dom starców, dom dziecka, a od 1970 jest to siedziba Młodzieżowego Domu Kultury „Pod Akacją”.
Obiekt ten znajduje się w północno-wschodniej części Starego Miasta i stanowi zamknięcie od strony północnej placu Po Farze.

## Okres farny
Niegdyś wchodził on w skład zabudowy przykościelnej, otaczającej cmentarz i kościół farny, ufundowany według tradycji przez Leszka Czarnego w 1282 roku. Brak źródeł uniemożliwia odtworzenie pierwotnych dziejów proboszcza przy Farze. Pożar w 1575 zniszczył część Lublina wraz z kościołem kolegiackim i dominikańskim. Spłonęły również budynki przykościelne, wśród nich pierwotna plebania i szkoła parafialna. Znany współcześnie układ budynku plebanii (jednorodny, nie przechodził zasadniczych przebudów) jest obsadzony w Lublinie około połowy XVII w. i przy braku przekazów źródłowych tak właśnie datuje się powstanie obiektu.
Pierwsze wiadomości archiwalne o starej plebanii pochodzą dopiero z XIX w. Są to dokładne opisy ukazujące stan budynku w ostatnich dziesięcioleciach przed konfiskatą dóbr parafialnych przez Rząd Gubernialny lubelski. W 1818, gdy utworzono diecezję lubelską, kapituła katedralna rezydowała początkowo w kościele św. Michała (do 1832), a później przy kościele pojezuickim, zabudowania parafialne zostały „w najem wypuszczone”, jedynie plebania pozostała mieszkaniem bp. Wojakowskiego (z przyzwolenia kapituły). Kościół św. Michała, opuszczony i zaniedbany, został rozebrany w latach 1844–1852 na polecenie władz carskich.

## Okres żydowski
Konfiskata majątku należącego do Fary nastąpiła na przełomie 1869/70. Od tego momentu budynek stanowił własność skarbu Królestwa Polskiego. Wkrótce po konfiskacie budynek przekazano gminie żydowskiej, która uczyniła zeń przytułek dla dzieci żydowskich, zwany później „Żydowskim grodzkim przytułkiem”. W budynku mieściły się pomieszczenia przeznaczone dla sierot, kalek oraz starców. W innych pomieszczeniach znajdowały się również biura Gminy Wyznaniowej Żydowskiej w Lublinie.
Budynek znajdował się w posiadaniu Żydów do 9 maja 1941, do momentu przejęcia przez władze okupacyjne. 24 marca 1942 hitlerowcy wywieźli sieroty, starców, kaleki oraz ich opiekunów na łąki na Tatarach i rozstrzelali.

## Od 1944
Po wyzwoleniu Lublina budynek przeszedł na własność magistratu w Lublinie. W latach 1944–46 pełnił rolę domu dla starców, a w latach 1947–70 mieścił się tam dom dziecka. Od 1970 budynek jest siedzibą Młodzieżowego Domu Kultury „Pod Akacją”.
Na ścianie budynku od strony ul. Grodzkiej znajduje się tablica upamiętniająca dawne przeznaczenie budynku, wmurowana 9 listopada 1987 w 45. rocznicę likwidacji getta lubelskiego. Napis na niej brzmi: „W tym budynku w latach 1862–1942 mieścił się żydowski Dom Sierot zw. «Ochronką», w dn. 24 III 1942r. hitlerowcy zamordowali wszystkie dzieci tego domu”. Budynek leży na Szlaku Pamięci Żydów Lubelskich.